# 香农展开
香农展开（英語：Shannon's expansion），或称香农分解（Shannon decomposition）是对布尔函数的一种变换方式。它可以将任意布尔函数表达为其中任何一个变量乘以一个子函数，加上这个变量的反变量乘以另一个子函数。
{\displaystyle f(X_{1},X_{2},\dots ,X_{n})=X_{1}\cdot f(1,X_{2},\dots ,X_{n})+X_{1}'\cdot f(0,X_{2},\dots ,X_{n})}
例如：
{\displaystyle f(x,y,z)=yz+xyz'+x'y'z}
可以抽取其中的变量 {\displaystyle x} 及其反变量 {\displaystyle x'}（{\displaystyle x} 取反），而得到
{\displaystyle f(x,y,z)=x\cdot f(1,y,z)+x'\cdot f(0,y,z)}
{\displaystyle f(x,y,z)=x(yz+(1)yz'+(1)'y'z)+x'(yz+(0)yz'+(0)'y'z)}
{\displaystyle f(x,y,z)=x(yz+(1)yz'+(0)y'z)+x'(yz+(0)yz'+(1)y'z)}
{\displaystyle f(x,y,z)=x(yz+yz')+x'(yz+y'z)}
对逻辑函数使用香农展开，就可以使用抽取的变量作为一个选择信号，然后用数据选择器来实现该函数。